# زمین‌لرزه ۱۹۲۳ روسیه
زمین‌لرزه روسیه  در تاریخ ۳ فوریه ۱۹۲۳ میلادی، برابر با ‎۱۳ بهمن ۱۳۰۱، ساعت ۱۶:۰۱:۴۸ به زمان یوتی‌سی در روسیه رخ داد. ژرفای این زلزله ۳۵ کیلومتر بود. بزرگی آن ۸٫۵ در مقیاس Mw اعلام شده‌است. زمین‌لرزه به وقت محلی در روز یکشنبه، ساعت ۴ روی داده و منطقه زمانی آن یوتی‌سی +۱۲ بوده‌است (با لحاظ تغییر ساعت تابستانی).
سونامی نیز در این زلزله گزارش شده‌است.